# ミン・アウン・フライン
ミン・アウン・フラインあるいはミン・アウン・ライン（ビルマ語: မင်းအောင်လှိုင်, ALA-LC翻字法: Maṅʻʺ ʼOṅʻ Lhuiṅʻ, ビルマ語発音: [mɪ́ɰ̃ ʔàʊn l̥àɪɰ̃]; 1956年7月3日 - ）は、ミャンマーの軍人、政治家。現在、同国の国軍総司令官、国家安全保障・平和委員会委員長。現在の階級はミャンマー国軍最高の上級大将。国家行政評議会議長、暫定首相を歴任した。
2021年2月1日に発生した軍事クーデターの首謀者であり、政権転覆によって失脚した国家顧問のアウンサンスーチーに代わってミャンマーの事実上の最高指導者にあたる国家行政評議会議長となった。また同年8月1日からは暫定首相を、2024年7月22日から大統領代行をも兼任した。国家行政評議会は2025年7月31日に解散して国家安全保障・平和委員会に取って代わられ、その委員長となり、同時に暫定首相を退任した。

## 半生
タニンダーリ地方域ダウェイ出身。建設省技師ウー・タウン・フラインの子。1972年、ラタ第1基礎教育高等学校に合格。しかしヤンゴン芸術工科大学法学部に入学。さらに1974年、軍人の道を選び、国軍士官学校に入学。在学中、内向的な性格のため同期からは忌避されていたという。卒業後は駐モン州部隊長を経て2002年に三角軍区司令官に昇進し、ワ州連合軍やミャンマー民族民主同盟軍（コーカン族）との交渉で中心的役割を果たした。2007年ミャンマー反政府デモでは鎮圧に尽力。
2008年、カレンニー族やシャン州での反乱対策を目的とする第2特別作戦室（BSO-2）室長に就任。

## 国軍総司令官として
2009年コーカンでのミャンマー民族民主同盟軍との紛争を指揮。この功績により、2010年6月、トゥラ・シュエ・マンの後任として陸海空軍統合参謀長に抜擢され、2011年3月にタン・シュエの後任として総司令官に指名された。
民政に移管したとはいえ、憲法上国軍総司令官は大統領に次ぐ大きな政治的権限を持っており、テイン・セイン大統領との距離も近いフラインはミャンマー情勢のキーパーソンとなっている。
民主化には基本的に前向きな姿勢を示しているが、未だ抵抗を続ける武装組織の鎮圧など国内の治安向上と秩序の維持が不可欠であるとし、「政党政治への偏重は国を不安定にする。ゆとりあるペースの改革が適切な発展をもたらす」と「規律ある民主国家」のためには軍の影響力を維持する方針を続けており、憲法改正をはじめとする早急な民主化の進展には消極的である。しかし、2015年11月予定の上下両院選でNLDが勝利した場合であっても、選挙の結果を支持すると発言した。
一方で、イラワジなどの反政府系メディアからは、少数民族武装勢力や反政府活動の鎮圧に携わった経歴や、反政府勢力鎮圧に中国からの軍事的支援を受けているとの批判がある。
ミャンマーの趨勢と同様に、ロヒンギャの存在を認めておらず、バングラデシュからの不法移民、「ベンガル人」と認識している。2017年9月1日、ロヒンギャの武装勢力「アラカン・ロヒンギャ救世軍」（ARSA）の「掃討作戦」に際して、「ラカイン州で1942年の危機を再び起こさせはしない」と主張した。これは、太平洋戦争（大東亜戦争）におけるビルマの戦いで、「ベンガル人」はイギリスに味方し、ビルマ（当時）独立を妨げた裏切り者という意味の発言である。また、9月15日にはFacebookで、「過激派のベンガル人」は「ミャンマーでは決して民族集団では無かった、（にもかかわらず）ロヒンギャとしての認知を求めている」と改めて主張し、「ミャンマーの全ての市民は、愛国心で連帯し、メディアは団結すべきである」と述べた。
国際連合によると、2017年初めにはミャンマー国内のロヒンギャはおよそ80万人と推計されていた。国際移住機関によると、9月19日現在、8月25日からの「掃討作戦」で、家を追われバングラデシュに逃れたロヒンギャは42万1千人に上っている。アメリカはロヒンギャ迫害を理由にフラインを経済制裁の対象とした。
2021年2月1日、2020年11月の総選挙での国軍系の政党のUSDPがスーチー率いるNLDに大敗した事を受け、選挙の不正を理由にミャンマー国軍の政権奪取を牽引し、三権を掌握した（2021年ミャンマークーデター）。8月1日には暫定政権の首相に就任し、すでに無効とした2020年総選挙の再選挙を2023年8月までに実施することを表明した。
2024年7月22日に末梢神経障害の治療中であった大統領代行のミンスエは、フラインに大統領代行の職務を委ねた。
同年11月27日、国際刑事裁判所のカリム・カーン主任検察官は、ロヒンギャを迫害したとして人道に対する罪の疑いでフラインの逮捕状を請求したと発表した。
2025年3月8日、ベラルーシの首都ミンスクにてアレクサンドル・ルカシェンコ大統領と会談した直後の記者会見にて、総選挙を2025年12月か2026年1月に実施すると表明した。
2025年7月31日に国軍が非常事態宣言を解除し、国家行政評議会は新たに発足した国家安全保障・平和委員会(State Security and Peace Commission)に置き換わったが、トップは引き続きフラインが務めるため、ミャンマーの統治にに大きな変更はなかった。また新たに連邦政府が発足し新たな首相が任命されたため、フラインは暫定首相を退任した。

## 他国に対する姿勢

### クーデター以前

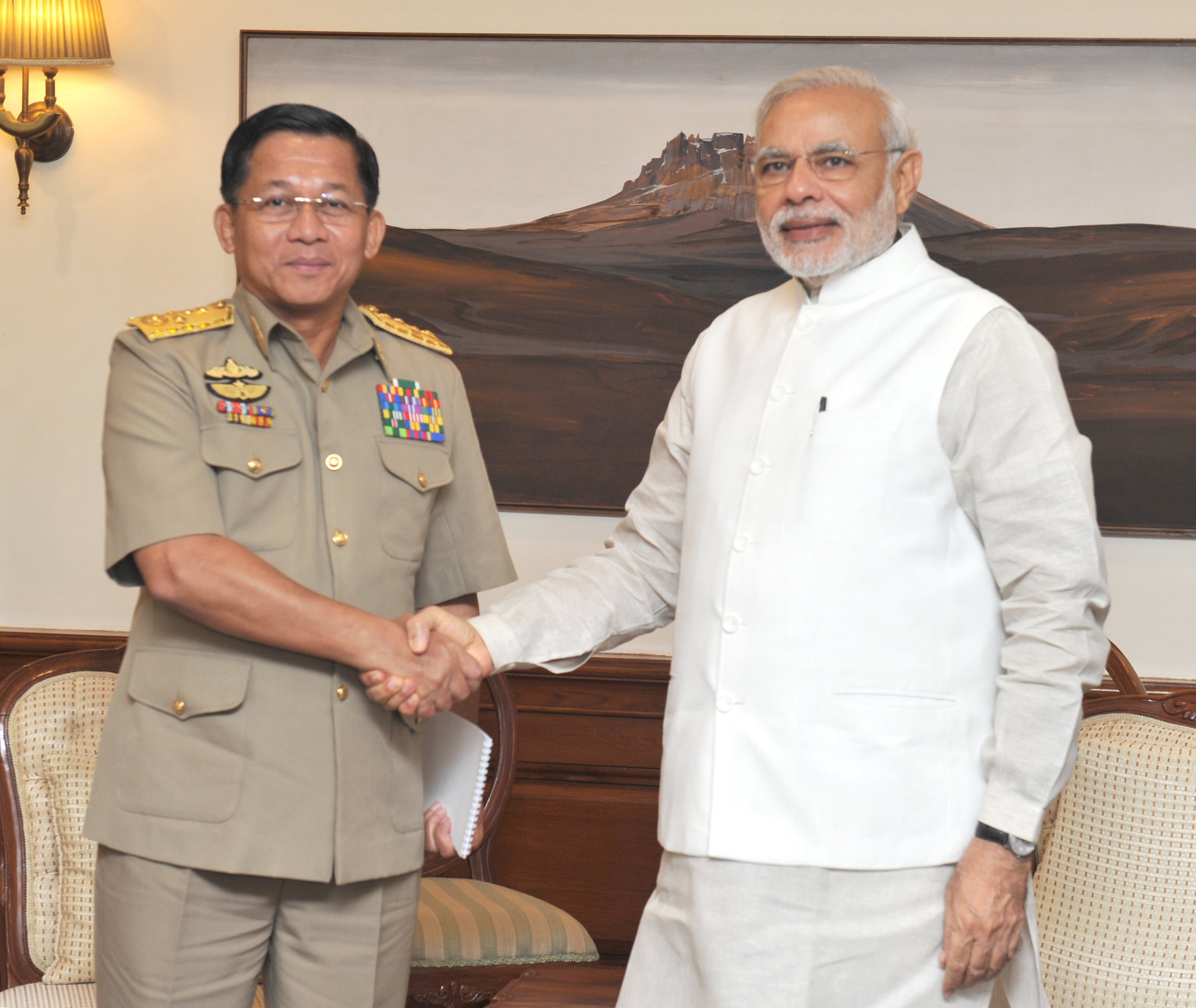
インドのナレンドラ・モディ首相（右）との会談時（2015年）

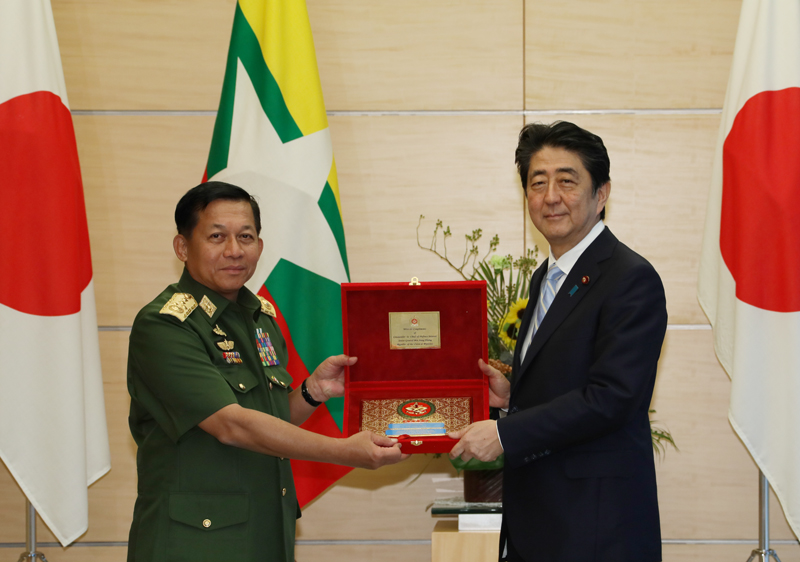
2017年8月4日、日本の首相官邸にて安倍晋三総理大臣と

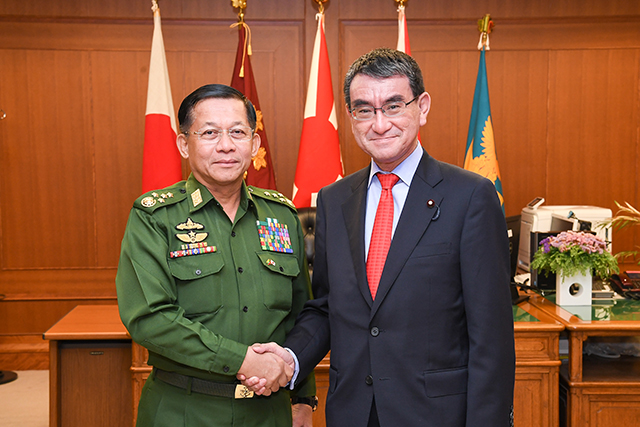
2019年10月10日、防衛省本庁舎にて河野太郎防衛大臣と

軍事政権のもと停滞しがちだった欧米諸国との関係修復にも努め、東南アジアでも高まりつつあるISILへの脅威に対し、「多くの機関や国と連携して対処する必要がある」と国際的協調の姿勢を強調した。
本人はタイ王国の要人と良好な関係を築くなど、欧米や中国に関係なく非同盟中立的・全方位外交の姿勢を示している他、「目立つ形での武器の供与は周辺国に懸念を生みかねない」とも発言している。
日本との接近も大きい。2013年1月3日、ミャンマーを訪問した麻生太郎副総理および笹川陽平日本財団会長と会見。2014年9月23日には、同年5月の岩崎茂統合幕僚長（当時）の訪問への返礼として公式訪日。菅義偉内閣官房長官、岩崎統合幕僚長と会見した。ミャンマー国軍総司令官の訪日は初のことであった。

## 年譜
- 1972年3月 - ヤンゴン芸術工科大学法学部
- 1974年1月 - 国軍士官学校入学、教育班軍曹
- 1977年12月 - 少尉任官
- 2002年 - 三角軍区司令官
- 2008年6月 - 第2特別作戦室長
- 2008/2009 - 少将
- 2009年末 - 中将
- 2011年始 - 大将
- 2011年3月30日 - 国軍総司令官
- 2012年4月3日 - 次級大将
- 2013年3月 - 上級大将
- 2021年2月1日 - ミャンマーの事実上の最高指導者
- 2021年2月2日 - 国家行政評議会議長
- 2021年8月1日 - 暫定首相
- 2025年7月31日 - 国家安全保障・平和委員会委員長

## 人柄
タイの軍人・元首相プレーム・ティンスーラーノンと親しく、父のように尊敬していると発言している。
小柄な体格で丸い縁なし眼鏡を掛けていることが多く、軍の司令官というよりは事務員を思わせる風貌である。また、ロイターの報道によればフェイスブックを愛用しているほか、仏教寺院への寄付を重ねるなど、軍人というより政治家のような振る舞いを意識して行っていたとみられる。

## 栄典
- 勲一等タイ王冠勲章

## サイド・ビジネス
ミン・アウン・フラインは、米国により制裁中のミャンマー国軍系企業グループの「en:Myanma Economic Holdings Limited（ミャンマー経済ホールディングス（MEHL））」の大株主として、10年前の時点で、約3000万円（年間）の配当を得ていたとされる。